# Romanian Open 2024
Il Romanian Open 2024, ufficialmente Țiriac Open per motivi di sponsorizzazione, è stato un torneo di tennis giocato sulla terra rossa. È stata la 25ª edizione dell'evento (disputato dopo la sua ultima edizione nel 2016), facente parte della categoria ATP Tour 250 nell'ambito dell'ATP Tour 2024. Si è giocato al Năstase & Marica Sports Club di Bucarest, in Romania, dal 15 al 21 aprile 2024.

## Partecipanti

### Teste di serie
| Nazionalità | Giocatore           | Ranking* | Testa di serie |
| ----------- | ------------------- | -------- | -------------- |
| Argentina   | Francisco Cerúndolo | 22       | 1              |
| Paesi Bassi | Tallon Griekspoor   | 26       | 2              |
| Stati Uniti | Sebastian Korda     | 27       | 3              |
| Cile        | Alejandro Tabilo    | 45       | 4              |
| Argentina   | Mariano Navone      | 51       | 5              |
| Italia      | Lorenzo Sonego      | 57       | 6              |
| Portogallo  | Nuno Borges         | 58       | 7              |
| Spagna      | Pedro Martínez      | 60       | 8              |

* Ranking all'8 aprile 2024.

### Altri partecipanti
I seguenti giocatori hanno ricevuto una wildcard per il tabellone principale:
- João Fonseca
- Richard Gasquet
- Denis Shapovalov

I seguenti giocatori sono passati dalle qualificazioni:

- Carlos Taberner
- Grégoire Barrère
- Radu Albot
- Valentin Vacherot

Il seguente giocatore è entrato in tabellone come lucky loser:
- Benjamin Bonzi

#### Ritiri
Prima del torneo
- Laslo Đere → sostituito da  David Goffin
- Richard Gasquet → sostituito da  Benjamin Bonzi
- Adrian Mannarino → sostituito da  Corentin Moutet
- Gaël Monfils → sostituito da  Hugo Gaston

## Partecipanti al doppio

### Teste di serie
| Nazione     | Giocatore          | Nazione     | Giocatore         | Ranking* | Testa di serie |
| ----------- | ------------------ | ----------- | ----------------- | -------- | -------------- |
| Regno Unito | Lloyd Glasspool    | Paesi Bassi | Jean-Julien Rojer | 51       | 1              |
| Francia     | Sadio Doumbia      | Francia     | Fabien Reboul     | 64       | 2              |
| Finlandia   | Harri Heliövaara   | Regno Unito | Henry Patten      | 96       | 3              |
| Colombia    | Nicolás Barrientos | Brasile     | Rafael Matos      | 96       | 4              |

* Ranking all'8 aprile 2024.

### Altri partecipanti
Le seguenti coppie di giocatori hanno ricevuto una wildcard per il tabellone principale:
- Marius Copil /  Bogdan Pavel
- Cezar Crețu /  Filip Cristian Jianu

La seguente coppia di giocatori è entrata in tabellone come alternate:
- Federico Coria /  Mariano Navone

### Ritiri
Prima del torneo
- Julian Cash /  Robert Galloway → sostituiti da  Federico Coria /  Mariano Navone
- Adrian Mannarino /  Fabrice Martin → sostituiti da  Fabrice Martin /  Denys Molčanov

## Punti
| Evento    | V   | F   | SF  | QF | 2T   | 1T | Q    | Q2   | Q1   |
| Singolare | 250 | 165 | 100 | 50 | 25   | 0  | 13   | 7    | 0    |
| Doppio    | 250 | 150 | 90  | 45 | N.D. | 0  | N.D. | N.D. | N.D. |

## Montepremi
| Evento    | V        | F        | SF       | QF       | 2T       | 1T      | Q2      | Q1      |
| Singolare | 88 125 € | 51 400 € | 30 220 € | 17 510 € | 10 165 € | 6 215 € | 3 105 € | 1 695 € |
| Doppio*   | 30 610 € | 16 380 € | 9 600 €  | 5 370 €  | N.D.     | 3 160 € | N.D.    | N.D.    |

*per team

## Campioni

### Singolare
Márton Fucsovics ha sconfitto in finale  Mariano Navone con il punteggio di 6-4, 7-5.
- È il secondo titolo in carriera per Fucsovics, il primo in stagione.

### Doppio
Sadio Doumbia /  Fabien Reboul hanno sconfitto in finale  Harri Heliövaara /  Henry Patten con il punteggio di 6-3, 7-5.